# Ribeira do Cartaxo
Ribeira do Cartaxo é uma aldeia portuguesa situada na freguesia e concelho do Cartaxo.